# قائمة زملاء الجمعية الملكية المنتخبين في 1928
هذه الصفحة تعرض قائمة زملاء الجمعية الملكية المُنتخبين لعام 1928.None

## الزملاء
- David William Dye [الإنجليزية]‏
- Finlay Lorimer Kitchin [الإنجليزية]‏
- Harry Bateman [الإنجليزية]‏
- ديفيد كيلين
- Robert Whytlaw-Gray [الإنجليزية]‏
- Francis Sowerby Macaulay [الإنجليزية]‏
- Carl Hamilton Browning [الإنجليزية]‏
- John William Heslop-Harrison [الإنجليزية]‏
- ميجر غرينوود

## الأعضاء الأجانب
- بول لانجفان
- رتشارد بفيفر
- ديفيد هيلبرت
- لودفيج براندتل